# Apol·loni de Perge
Apol·loni de Perge o Apollonius Pergaeus (en grec: Ἀπολλώνιος) (al voltant de 262 aC - al voltant 190 aC) va ser un geòmetra i astrònom grec conegut pel seu treball sobre les seccions còniques. A partir de les contribucions d'⁣Euclides i Arquimedes sobre el tema, va fer avançar la ciència fins a l'estat anterior a la invenció de la geometria analítica. Les seves definicions dels termes el·lipse, paràbola i hipèrbola són les que s'utilitzen actualment. Gottfried Wilhelm Leibniz va dir: "Qui entén Arquimedes i Apol·loni admirarà menys els èxits dels homes més destacats dels temps posteriors".
Apol·loni va treballar en nombrosos altres temes, inclosa l'astronomia. La major part d'aquesta obra no ha sobreviscut, i les excepcions solen ser fragments referenciats per altres autors com Papos d'Alexandria. La seva hipòtesi d'⁣òrbites excèntriques per explicar el moviment aparentment aberrant dels planetes, que és el que es creia fins a l'⁣Edat Mitjana, va ser substituïda durant el Renaixement. El cràter Apol·loni de la Lluna rep el seu nom en el seu honor.

## Vida
Per a ser un contribuïdor tan important al camp de les matemàtiques, queda poca informació biogràfica. El comentarista grec del segle VI, Eutoci d'Ascalon, sobre l'obra principal d'Apol·loni, Conics, afirma: Apol·loni, el geòmetra, ... va venir de Perge a Pàmfília en temps de Ptolemeu III Evèrgetes, així ho registra Heracleios, el biògraf d'Arquimedes...
Perge aleshores era una ciutat hel·lenitzada de Pamfília a Anatòlia, actualment forma part de Turquia. Les ruïnes de la ciutat encara es conserven. Va ser un centre de la cultura hel·lenística. Evèrgetes, "benefactor", identifica Ptolemeu III Evèrgetes, com a tercer en la successió diaconal de la dinastia grega d'Egipte. Presumiblement, la seva vida coincideix amb el seu regnat, 246-222/221 aC. Els temps sempre els registra el governant o el magistrat oficiant, de manera que si Apol·loni va néixer abans del 246, haurien estat els "temps" del pare d'Evèrgetes. La identitat d'Heracleios és incerta. Els temps aproximats d'Apol·loni són, doncs, segurs, però no es poden donar dates exactes. Els anys específics de naixement i mort indicats pels diferents estudiosos són només especulatius.
Eutoci sembla associar Perge amb la dinastia ptolemaica d'Egipte. Mai sota Egipte, Perge l'any 246 aC pertanyia a l'⁣Imperi selèucida, un estat diadoc independent governat per la dinastia selèucida. Durant la darrera meitat del segle iii aC, Perge va canviar de mans diverses vegades, quedant alternativament sota els selèucides i sota els àtàlides de Pèrgam al nord. Es podria esperar que algú designat "de Perge" hi hagi viscut i treballat, però no és així necessàriament. El material autobiogràfic que es conserva indica que va viure, estudiar i escriure a Alexandria.

Hi ha una carta del matemàtic i astrònom grec Hípsicles que formava part originalment del Llibre XIV d'Euclides, part dels tretze llibres dels Elements d'Euclides.
| « | Basili de Tir, O Protarc, quan va venir a Alexandria i va conèixer el meu pare, va passar la major part del seu viatge amb ell a causa del vincle entre ells pel seu interès que compartien en les matemàtiques. I en una ocasió, en mirar el tractat escrit per Apol·loni sobre la comparació de dodecaedre i l'icosaedre inscrit en una i la mateixa esfera, van arribar a la conclusió que el tractament d'Apol·loni en aquest llibre no era correcte; en conseqüència, tal com vaig entendre del meu pare, van procedir a modificar -lo i reescriure'l. Però després em vaig trobar amb un altre llibre publicat per Apol·loni, que contenia una demostració de la qüestió pas a pas, i em va atraure molt la investigació del problema. Ara el llibre publicat per Apol·loni és accessible per a tothom; circula molt per la forma que sembla haver estat escrit, el resultat d'una elaboració minuciosa. Per la meva banda, vaig decidir dedicar-vos a vosaltres allò que considero necessari a través de comentaris, en part perquè sigueu capaços, per raó de la vostra competència en totes les matemàtiques i, particularment en la geometria, de tenir un judici acurat sobre allò que he escrit, en part perquè, a causa de la vostra intimitat amb el meu pare i la vostra sensació amable cap a mi mateix, us donarà una oïda amable a la meva disquisició. Però és hora d'acabar el preàmbul i començar el meu tractat. | » |

### Cronologia
Apol·loni va viure cap al final d'un període històric que ara s'anomena període hel·lenístic, caracteritzat per la superposició de la cultura hel·lènica sobre extenses regions no hel·lèniques. Va ser iniciat per Felip II de Macedònia i el seu fill, Alexandre el Gran, que, sotmetent tota Grècia a una sèrie de victòries impressionants, van arribar a conquerir l'⁣Imperi Persa, que governava territoris des d'Egipte fins al Pakistan. Felip va ser assassinat l'any 336 aC. Alexandre va complir el seu pla conquerint el vast imperi persa.

### Atuobiografia
El material es troba en els falsos "Prefacis" dels llibres de les seves Còniques. Es tracta de cartes lliurades a amics influents d'Apol·loni demanant-los que revisin el llibre adjunt a la carta. El prefaci del llibre I, dirigit a un tal Eudemus, li recorda que les Cròniques van ser sol·licitades inicialment per un hoste d'Alexandria, el geòmetre, Naucrates, desconegut per la història. Naucrates tenia el primer esborrany dels vuit llibres a les seves mans. Apol·loni es refereix a ells com els qui no haurien fet una correcció completa dels llibres. Tenia la intenció de verificar i corregir els llibres, difonent cadascun a mesura que s'anava completant.
En assabentar-se d'aquest pla pel mateix Apol·loni en una visita posterior d'aquest a Pèrgam, Eudemus havia insistit que Apol·loni li enviés cada llibre abans de donar-lo a conèixer. Les circumstàncies impliquen que en aquesta etapa Apol·loni era un geòmetre jove que buscava l'assessorament de professionals consolidats. Pappus afirma que estava amb els estudiants d'Euclides a Alexandria. Euclides havia desaparegut feia temps. Aquesta estada havia estat, potser, l'etapa final de l'educació d'Apol·loni. Eudemus va ser potser una figura superior en la seva educació anterior a Pèrgam; en tot cas, hi ha motius per creure que va ser o esdevingué el cap de la Biblioteca i Centre de Recerca (Museu) de Pèrgam. Apol·loni continua afirmant que els quatre primers llibres es referien al desenvolupament dels elements, mentre que els quatre últims tractaven de temes especials.
Hi ha una mica de buit entre els prefacis I i II. Apol·loni ha enviat el seu fill, també Apol·loni, a lliurar el segon prefaci. Parla amb més confiança i suggereix que Eudemus utilitzi el llibre en grups d'estudi especials, la qual cosa implica que Eudemus era una figura superior, si no el director, del centre de recerca. La recerca en aquest tipus d'institucions, que seguia el model del Liceu d'Aristòtil a Atenes, a causa de la residència d'Alexandre el Gran i els seus companys, formava part de l'esforç educatiu, al qual la biblioteca i el museu eren adjunts. Només hi havia una escola d'aquest tipus a l'estat. Propietat del rei, estava sota el patrocini reial, que era típicament gelós, entusiasta i participatiu. Els reis compraven, suplicaven, agafaven en préstec i robaven els llibres preciosos sempre que podien. Els llibres tenien el valor més alt, eren assequibles només per als mecenes rics. Recollir-los era una obligació reial. Pèrgam era conegut per la seva indústria del pergamí, d'on "pergamí" deriva de "Pèrgam".
Apol·loni recorda a Filònides de Laodicea, un geòmetre que va presentar a Eudem a Efes. Filònides es va convertir en alumne d'Eudem. Va viure principalment a Síria durant la primera meitat del segle II aC. No s'ha resolt si la reunió indica que Apol·loni vivia ara a Efes. La comunitat intel·lectual de la Mediterrània era internacional en cultura. Els estudiosos es movien per buscar feina. Tots es comunicaven mitjançant algun tipus de servei postal, públic o privat. Les cartes supervivents són abundants. Es van visitar, es van llegir les obres dels altres, es van fer suggeriments, van recomanar estudiants i van acumular una tradició anomenada per alguns com "l'edat daurada de les matemàtiques".
Falta el prefaci III. Durant l'interval Eudemus va morir, diu Apol·loni en IV, donant suport de nou a l'opinió que Eudem era més gran que Apol·loni. Els prefacis IV-VII són més formals, ometent informació personal, i es concentren a resumir els llibres. Tots estan adreçats a un misteriós Àtal, una elecció feta “perquè”, com Apol·loni escriu a Àtal, “del vostre desig fervent de posseir les meves obres”. En aquell moment, molta gent a Pèrgam tenia aquest desig. Presumiblement, aquest Attalus era algú especial, perquè rebia les còpies fresques de l'obra mestra d'Apol·loni de la mà de l'autor. Una teoria contundent és que fos Atal II Filadèlfo, 220-138 aC, general i defensor del regne del seu germà (Eumenes II), corregent des de la malaltia d'aquest el 160 aC, i hereu del seu tron i de la seva vídua el 158 aC. Ell i el seu germà van ser grans mecenes de les arts, i van ampliar la biblioteca amb material internacional. Les dates estan en consonància amb les de Filònides, mentre que el motiu d'Apol·loni està en consonància amb la iniciativa de col·leccionisme de llibres d'Àtal.
Apol·loni va enviar a Àtal els prefacis V–VII. En el prefaci VII descriu el llibre VIII com "un apèndix"... "que m'encarregaré d'enviar-te el més aviat possible". No hi ha cap registre que s'hagi enviat o s'hagi completat mai. Pot ser que falti a la història perquè mai es va fer, ja que Apol·loni va morir abans de la seva finalització. Papos d'Alexandria, però, en va proporcionar lemes, de manera que almenys alguna edició n'havia d'haver estat en circulació.

## Obra
A part de Sobre les seccions còniques (del que es parla més avall), sabem per autors posteriors que Apol·loni va escriure altres llibres de matemàtiques i d'astronomia. Actualment tots estan perduts i només coneixem el seu contingut parcialment per les cites d'aquests autors posteriors:
Segons Pappos d'Alexandria va escriure:
- Λόγου Άποτομή Secció en una raó donada (n'existeix una traducció àrab)[10]
- Χωρίου Άποτομή Secció d'una àrea
- Διωρωσμένη Τομή Secció determinada
- Έπαφαί Tangències, on proposa i resol el problema d'Apol·loni
- Νεύσεις Neusis (n'existeixen fragments d'una traducció a l'àrab)[11]
- Τόποι Έπίπεδοι Llocs plans (n'existeixen fragments d'una traducció a l'àrab)[10]

Segons Hipsicles va escriure:
- Συγκρίσεως τοΰ δωδεκαέδρον πρός τό εικοσάεδρον Comparació del dodecaedre i l'icosaedre

Segons Marí de Flàvia Neàpolis va escriure:
- Κοθόλου πραγματέια Tractat General

Segons Procle va escriure:
- Περί τού κοχλίου Sobre l'espiral
- Περί τών άτάκτων άλόγων Sobre els irracionals desordenats

Segons Eutoci va escriure:
- Ωκυτόκιον (de difícil traducció: ¿Eclosió ràpida?)

Segons Ptolemeu també va escriure una obra d'astronomia que ha estat reconstruïda per Otto Neugebauer.

### Sobre les seccions còniques
El llibre de les Còniques d'Apol·loni pot considerar-se el cim de la geometria grega. Altres matemàtics grecs anteriors (com Menecm, Euclides o Arquimedes) havien parlat de les seccions còniques, però Apol·loni va ser el primer a sistematitzar tots els coneixements que es tenien sobre les tres corbes còniques: paràbola, hipèrbola i el·lipse.
L'obra constava de vuit llibres, però només els quatre primers es van preservar en la tradició hel·lenística i romana d'Orient. Durant d'edat mitjana i bona part de l'Época Moderna, només es coneixien els quatre primers llibres. En el segle xviii es va trobar una traducció àrab dels llibres V, VI i VII que s'havia fet a Bagdad per ordre dels germans Banu Mussa en el segle ix. El llibre VIII, definitivament desaparegut, només s'ha pogut reconstruir a partir dels escrits de Pappos i el comentari d'Eutoci.
El sumari del llibre és, aproximadament, el següent:
Apol·loni estableix en el Llibre I les Definicions i les Propietats Bàsiques de les corbes còniques.
En el Llibre II comença amb la construcció de les assímptotes de la Hipèrbola i l'estudi de les seves propietats. Altres teoremes del llibre II mostren com trobar els eixos de les còniques.
El Llibre III comença estudiant les àrees de les figures formades per eixos i tangents a les còniques i continua amb el que avui anomenem propietats harmòniques dels pols.
El Llibre IV està dedicat a només un problema: ¿En quants punts poden intersecar-se dues còniques? Acaba demostrant que dues còniques només poden intersecar-se com a màxim en quatre punts.
El Llibre V estudia les longituds màximes i mínimes de les rectes que es poden dibuixar des de punts específics d'una cònica.
El Llibre VI estudia els casos d'igualtat de les còniques i els seus segments.
El Llibre VII estudia les propietats dels diàmetres conjugats de l'el·lipse i la hipèrbola.
El Llibre VIII, com ja s'ha dit, està perdut i, probablement contenia proposicions sobre com determinar els diàmetres conjugats.